# 12087 Tiffanylin
A 12087 Tiffanylin (ideiglenes jelöléssel 1998 HB30) a Naprendszer kisbolygóövében található aszteroida. A LINEAR projekt keretében fedezték fel 1998. április 20-án.